# ISO/CEI 8859-14
La norme ISO 8859-14 (latin-8 ou celtique) couvre les langues celtiques telles que l’irlandais (orthographe traditionnelle), le gaélique écossais, le mannois et le breton (certaines anciennes orthographes).

## ISO/CEI 8859-14 par rapport à l'ISO/CEI 8859-1
Différences avec l'ISO/CEI 8859-1 (bordure noire).
| ISO/CEI 8859-14 | ISO/CEI 8859-14       | ISO/CEI 8859-14       | ISO/CEI 8859-14       | ISO/CEI 8859-14       | ISO/CEI 8859-14       | ISO/CEI 8859-14       | ISO/CEI 8859-14       | ISO/CEI 8859-14       | ISO/CEI 8859-14       | ISO/CEI 8859-14       | ISO/CEI 8859-14       | ISO/CEI 8859-14       | ISO/CEI 8859-14       | ISO/CEI 8859-14       | ISO/CEI 8859-14       | ISO/CEI 8859-14       |
|                 | x0                    | x1                    | x2                    | x3                    | x4                    | x5                    | x6                    | x7                    | x8                    | x9                    | xA                    | xB                    | xC                    | xD                    | xE                    | xF                    |
| --------------- | --------------------- | --------------------- | --------------------- | --------------------- | --------------------- | --------------------- | --------------------- | --------------------- | --------------------- | --------------------- | --------------------- | --------------------- | --------------------- | --------------------- | --------------------- | --------------------- |
| 0x              | positions inutilisées | positions inutilisées | positions inutilisées | positions inutilisées | positions inutilisées | positions inutilisées | positions inutilisées | positions inutilisées | positions inutilisées | positions inutilisées | positions inutilisées | positions inutilisées | positions inutilisées | positions inutilisées | positions inutilisées | positions inutilisées |
| 1x              | positions inutilisées | positions inutilisées | positions inutilisées | positions inutilisées | positions inutilisées | positions inutilisées | positions inutilisées | positions inutilisées | positions inutilisées | positions inutilisées | positions inutilisées | positions inutilisées | positions inutilisées | positions inutilisées | positions inutilisées | positions inutilisées |
| 2x              | SP                    | !                     | "                     | #                     | $                     | %                     | &                     | '                     | (                     | )                     | *                     | +                     | ,                     | -                     | .                     | /                     |
| 3x              | 0                     | 1                     | 2                     | 3                     | 4                     | 5                     | 6                     | 7                     | 8                     | 9                     | :                     | ;                     | <                     | =                     | >                     | ?                     |
| 4x              | @                     | A                     | B                     | C                     | D                     | E                     | F                     | G                     | H                     | I                     | J                     | K                     | L                     | M                     | N                     | O                     |
| 5x              | P                     | Q                     | R                     | S                     | T                     | U                     | V                     | W                     | X                     | Y                     | Z                     | [                     | \                     | ]                     | ^                     | _                     |
| 6x              | `                     | a                     | b                     | c                     | d                     | e                     | f                     | g                     | h                     | i                     | j                     | k                     | l                     | m                     | n                     | o                     |
| 7x              | p                     | q                     | r                     | s                     | t                     | u                     | v                     | w                     | x                     | y                     | z                     | {                     | \|                    | }                     | ~                     |                       |
| 8x              | positions inutilisées | positions inutilisées | positions inutilisées | positions inutilisées | positions inutilisées | positions inutilisées | positions inutilisées | positions inutilisées | positions inutilisées | positions inutilisées | positions inutilisées | positions inutilisées | positions inutilisées | positions inutilisées | positions inutilisées | positions inutilisées |
| 9x              | positions inutilisées | positions inutilisées | positions inutilisées | positions inutilisées | positions inutilisées | positions inutilisées | positions inutilisées | positions inutilisées | positions inutilisées | positions inutilisées | positions inutilisées | positions inutilisées | positions inutilisées | positions inutilisées | positions inutilisées | positions inutilisées |
| Ax              | NBSP                  | Ḃ                     | ḃ                     | £                     | Ċ                     | ċ                     | Ḋ                     | §                     | Ẁ                     | ©                     | Ẃ                     | ḋ                     | Ỳ                     | SHY                   | ®                     | Ÿ                     |
| Bx              | Ḟ                     | ḟ                     | Ġ                     | ġ                     | Ṁ                     | ṁ                     | ¶                     | Ṗ                     | ẁ                     | ṗ                     | ẃ                     | Ṡ                     | ỳ                     | Ẅ                     | ẅ                     | ṡ                     |
| Cx              | À                     | Á                     | Â                     | Ã                     | Ä                     | Å                     | Æ                     | Ç                     | È                     | É                     | Ê                     | Ë                     | Ì                     | Í                     | Î                     | Ï                     |
| Dx              | Ŵ                     | Ñ                     | Ò                     | Ó                     | Ô                     | Õ                     | Ö                     | Ṫ                     | Ø                     | Ù                     | Ú                     | Û                     | Ü                     | Ý                     | Ŷ                     | ß                     |
| Ex              | à                     | á                     | â                     | ã                     | ä                     | å                     | æ                     | ç                     | è                     | é                     | ê                     | ë                     | ì                     | í                     | î                     | ï                     |
| Fx              | ŵ                     | ñ                     | ò                     | ó                     | ô                     | õ                     | ö                     | ṫ                     | ø                     | ù                     | ú                     | û                     | ü                     | ý                     | ŷ                     | ÿ                     |